# Janusz Rutecki
Janusz Rutecki – polski dowódca wojskowy, podpułkownik Siły Zbrojne Rzeczypospolitej Polskiej.

## Życiorys
Służbę w Wojsku Polskim rozpoczął w 1970r. jako podchorąży Wyższej Szkoły Oficerskiej Wojsk Obrony Przeciwlotniczej w Koszalinie. Służbę wojskową rozpoczyna w 46 Pułku Artylerii Przeciwlotniczej. Po kilku latach przechodzi na stanowisko dowódcy kompanii dowodzenia, i rozpoznania Szefa OPL 15 Dywizji Zmechanizowanej. Następnie studiuje w Akademii Obrony Przeciwlotniczej w Kijowie. Po je j ukończeniu pełni funkcje sztabowe w oddziałach Wojsk OPL Pomorskiego Okręgu Wojskowego. W 1988r. zostaje dowódcą 55 Pułku Artylerii Przeciwlotniczej, a w 1991r. odchodzi na stanowisko komendanta WKU w Zgierzu. Kończy służbę wojskową ze względu na stan zdrowia.

## Awanse
- podporucznik – 1967
- porucznik –
- kapitan –
- major –
- podpułkownik –

## Odznaczenia
- Srebrny Krzyż Zasługi
- Złoty Medal "Siły Zbrojne w Służbie Ojczyzny"
- Złoty Medal "Za Zasługi dla Obronności Kraju"